# Deuxième circonscription de Cambrai
La deuxième circonscription de Cambrai était une circonscription législative française que comptait le département du Nord sous la  Troisième République.

## Description géographique et démographique
La deuxième circonscription de Cambrai était située à la périphérie de l'agglomération cambrésienne. Ceinturée entre le Pas-de-Calais, les arrondissements de Douai, Valenciennes, Avesnes-sur-Helpe et le département de l'Aisne, la circonscription est centrée autour de la ville du Cateau.
Elle regroupait les divisions administratives suivantes : canton du Cateau-Cambrésis ; canton de Clary et le canton de Solesmes.

## La circonscription de 1876 à 1885

### Historique des députations
| Législature     | Début de mandat  | Fin de mandat   | Député élu                     | Parti politique     | Observations                                        |
| --------------- | ---------------- | --------------- | ------------------------------ | ------------------- | --------------------------------------------------- |
| 1re législature | 20 février 1876  | 17 août 1876    | Édouard Parsy                  | Centre gauche       | Décès du député Edouard Parsy le 17 août 1876       |
| 1re législature | 1er octobre 1876 | 25 juin 1877    | Pierre-Joseph Bertrand-Milcent | Gauche républicaine |                                                     |
| 2e législature  | 14 octobre 1877  | 9 mai 1878      | Jules Amigues                  | Appel au peuple     | Election invalidée                                  |
| 2e législature  | 7 juillet 1878   | 5 novembre 1879 | Pierre-Joseph Bertrand-Milcent | Gauche républicaine | Décès du député Bertrand-Milcent le 5 novembre 1879 |
| 2e législature  | 7 décembre 1879  | 27 octobre 1881 | Victor Cirier                  | Gauche républicaine |                                                     |
| 3e législature  | 21 août 1881     | 9 novembre 1885 | Victor Cirier                  | Gauche républicaine |                                                     |

## La circonscription de 1889 à 1919

### Historique des députations
| Législature     | Début de mandat   | Fin de mandat     | Député élu                  | Parti politique            | Observations                                        |
| --------------- | ----------------- | ----------------- | --------------------------- | -------------------------- | --------------------------------------------------- |
| 5e législature  | 22 septembre 1889 | 14 octobre 1893   | Ernest Déjardin-Verkinder   | Union des Droites          |                                                     |
| 6e législature  | 3 septembre 1893  | 31 mai 1898       | Isidore Carpentier-Risbourg | Progressiste               |                                                     |
| 7e législature  | 22 mai 1898       | 31 mai 1902       | Louis Morcrette-Ledieu      | Droite                     |                                                     |
| 8e législature  | 11 mai 1902       | 12 février 1906   | Henri Lozé                  | Union républicaine         |                                                     |
| 9e législature  | 20 mai 1906       | 31 mai 1910       | Eugène Fiévet               | Socialiste                 |                                                     |
| 10e législature | 24 avril 1910     | 31 mai 1914       | Albert Seydoux              | Républicains progressistes |                                                     |
| 11e législature | 26 avril 1914     | 27 septembre 1918 | Albert Seydoux              | Gauche démocratique        | Décès du député Albert Seydoux le 27 septembre 1918 |

## La circonscription de 1928 à 1940

### Historique des députations
| Législature     | Début de mandat | Fin de mandat | Député élu          | Parti politique | Observations                                                                                    |
| --------------- | --------------- | ------------- | ------------------- | --------------- | ----------------------------------------------------------------------------------------------- |
| 14e législature | 29 avril 1928   | 31 mai 1932   | Maurice Deligne     | Gauche radicale |                                                                                                 |
| 15e législature | 8 mai 1932      | 31 mai 1936   | Maurice Deligne     | Gauche radicale |                                                                                                 |
| 16e législature | 3 mai 1936      | 31 mai 1942   | Auguste Beauvillain | Socialiste      | Un décret de juillet 1939 a prorogé jusqu'au 31 mai 1942 le mandat des députés élus en mai 1936 |